# کوه هوم (سارایوو)
کوه هوم (به لاتین: Mount Hum) یک تپه در بوسنی و هرزگوین است که در سارایوو واقع شده‌است. کوه هوم ۸۱۶ متر بالاتر از سطح دریا واقع شده‌است.